# Diabeł Tasmański (Zwariowane melodie)

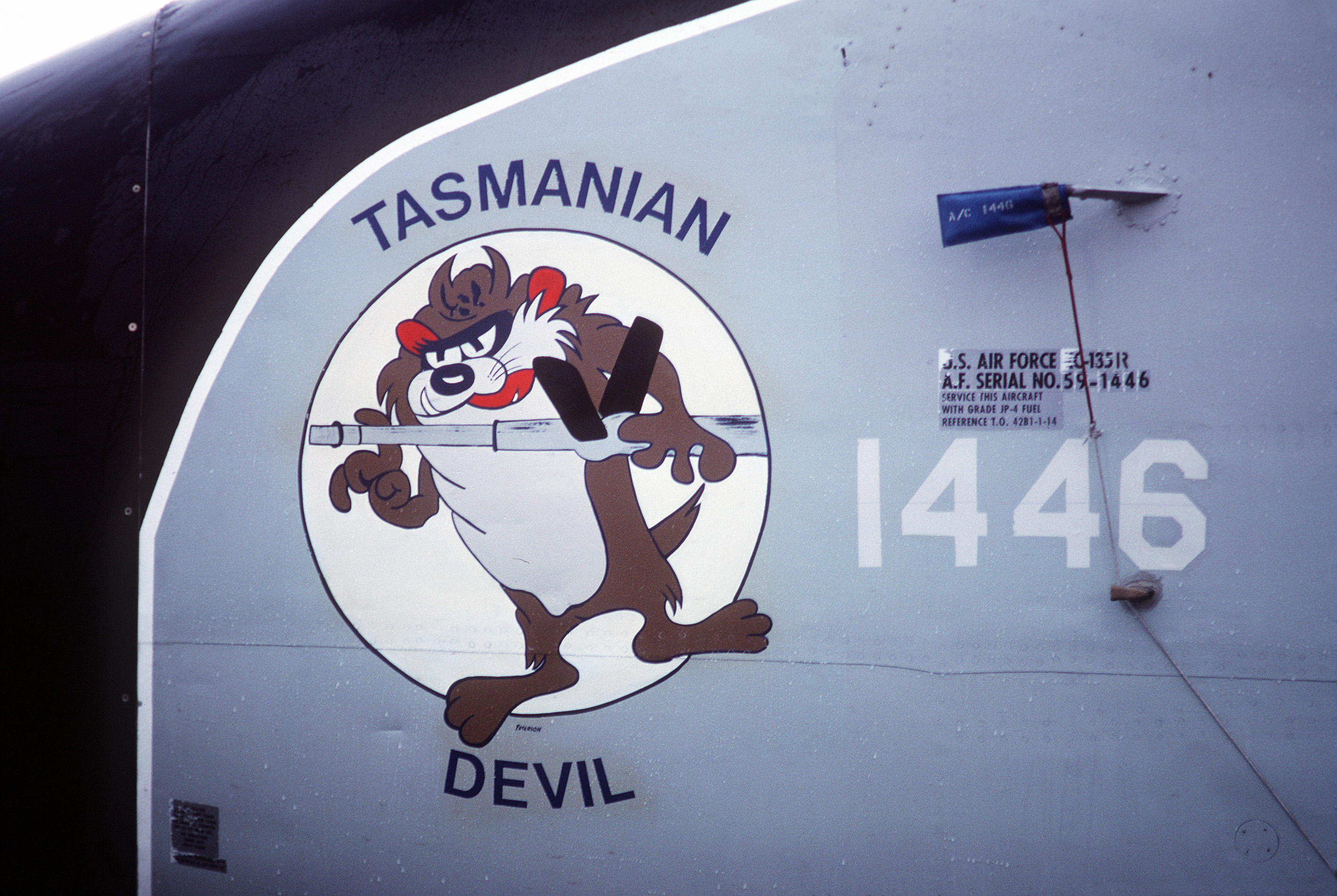
Diabeł Tasmański.

Diabeł Tasmański, ang. Tasmanian Devil – bohater kreskówek z serii Zwariowane melodie z wytwórni Warner Bros. Pojawił się po raz pierwszy w kreskówce pt. Co nagle, to po diable (ang. Devil May Hare) w 1954 roku. Jego największymi rywalami są Królik Bugs i Kaczor Daffy. W latach 1991–1993 Diabeł Tasmański został bohaterem serialu animowanego Taz-Mania, który w Polsce był emitowany na kanale TVP2.